# SMS Ariadne
SMS Ariadne bila je laka krstarica klase Gazelle u sastavu njemačke carske mornarice.
Potopili su je britanski krstaši tijekom bitke kod Helgolandskog zaljeva 28. kolovoza 1914.